# Internet.org
Internet.org je projekt, který si klade za cíl celosvětově zvýšit dostupnost cenově přijatelného internetového připojení, především v rozvojových zemích. Projekt založila 20. srpna 2013 firma Facebook, která na něm spolupracuje se sedmi společnostmi: se Samsungem, Ericssonem, MediaTekem, Microsoftem, Opera Software, Reliance a Qualcomm.